# MiG-28 (架空の軍用機)

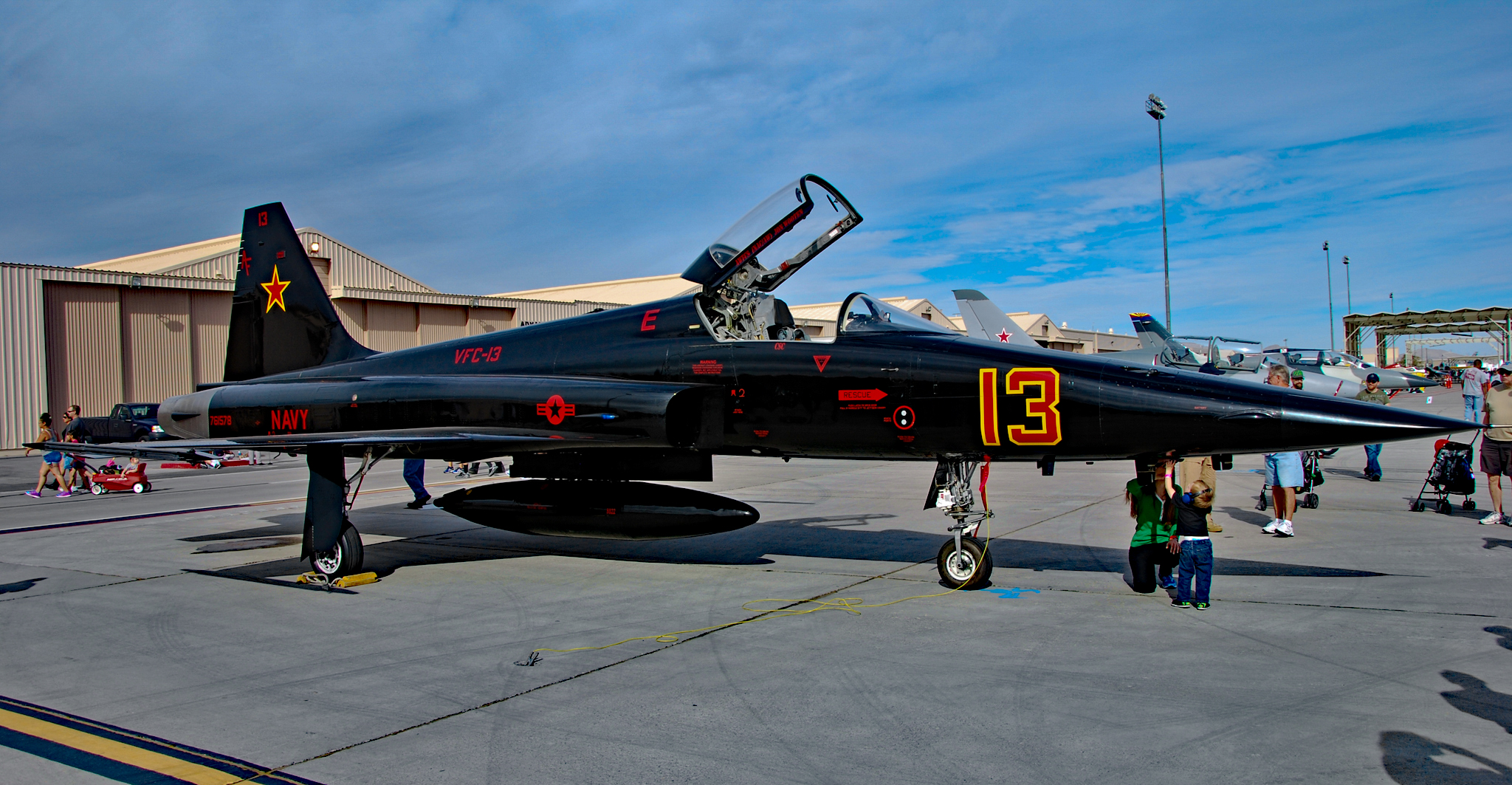
MiG-28役で登場した、アメリカ海軍第13混成飛行隊(VFC-13)所属のF-5E(F-5N)（※撮影に用いられた機体とは異なる）2015年撮影

MiG-28とは、1986年のアメリカ映画『トップガン』(Top Gun)に登場した、実際には存在しない航空機の形式番号である。

## 概要
映画『トップガン』の冒頭とクライマックスに登場した架空の機体で、劇中ではソビエトが開発した詳細不明の新鋭機とされているが、実際にミグ設計局（当時）の開発・設計した機体には「MiG-28」という形式番号の機体は存在しておらず、完全な架空の存在である。
劇中には"MiG-28"として実機が登場するが、この機体はアメリカのノースロップ社の製造したF-5E/F タイガーII ジェット戦闘機にオリジナルの塗装と架空の国籍表示を施したものである。映画撮影に際してはアメリカ海軍の第13混成飛行隊(VFC-13(英語版)所属のF-5EとF-5Fが全面黒色の塗装と「黄色の真円の枠線の中に赤い星がある」という架空の国籍マークを描いて用いられた。なお、翼端に装着されたミサイルを含め、機体は塗装とマーキングの他はオリジナルのF-5のままであり、特に外形の改造などは行われていない。

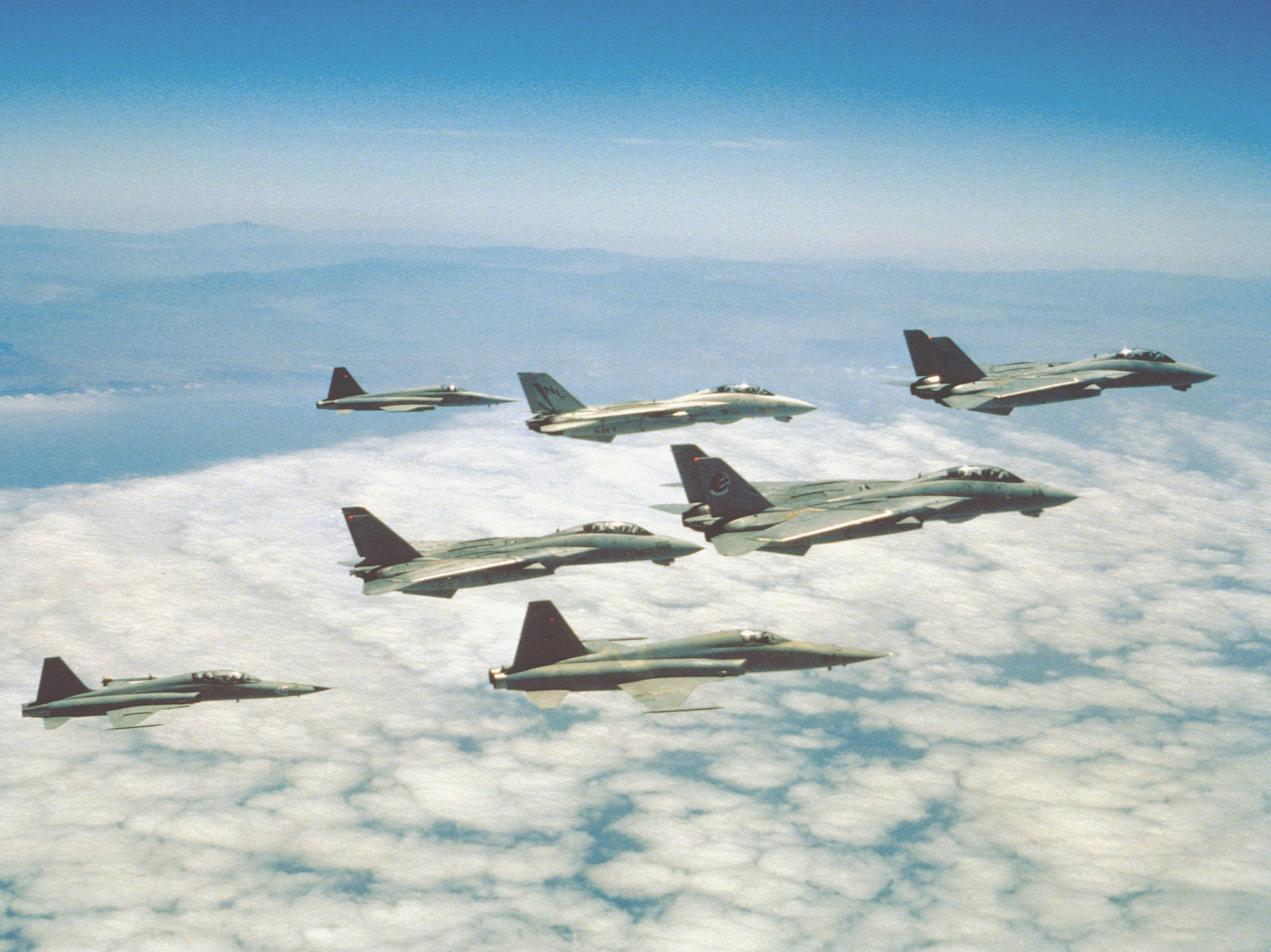
映画『トップガン』の撮影で実際に空戦シーンを演じたF-14とF-5E/Fの編隊。"MiG-28"はF-5E/Fが演じた

F-5Eは3機が、F-5Fは1機が用いられ、激しい空戦機動のシーンは現役の海軍パイロットであり映画のアドバイザーも務めたマイケル・ガルピン海軍大尉(Lt. Michael "Flex" Galpin)が担当した。実機の他、撃墜されて爆発・墜落するシーンのためにミニチュアも製作されている。

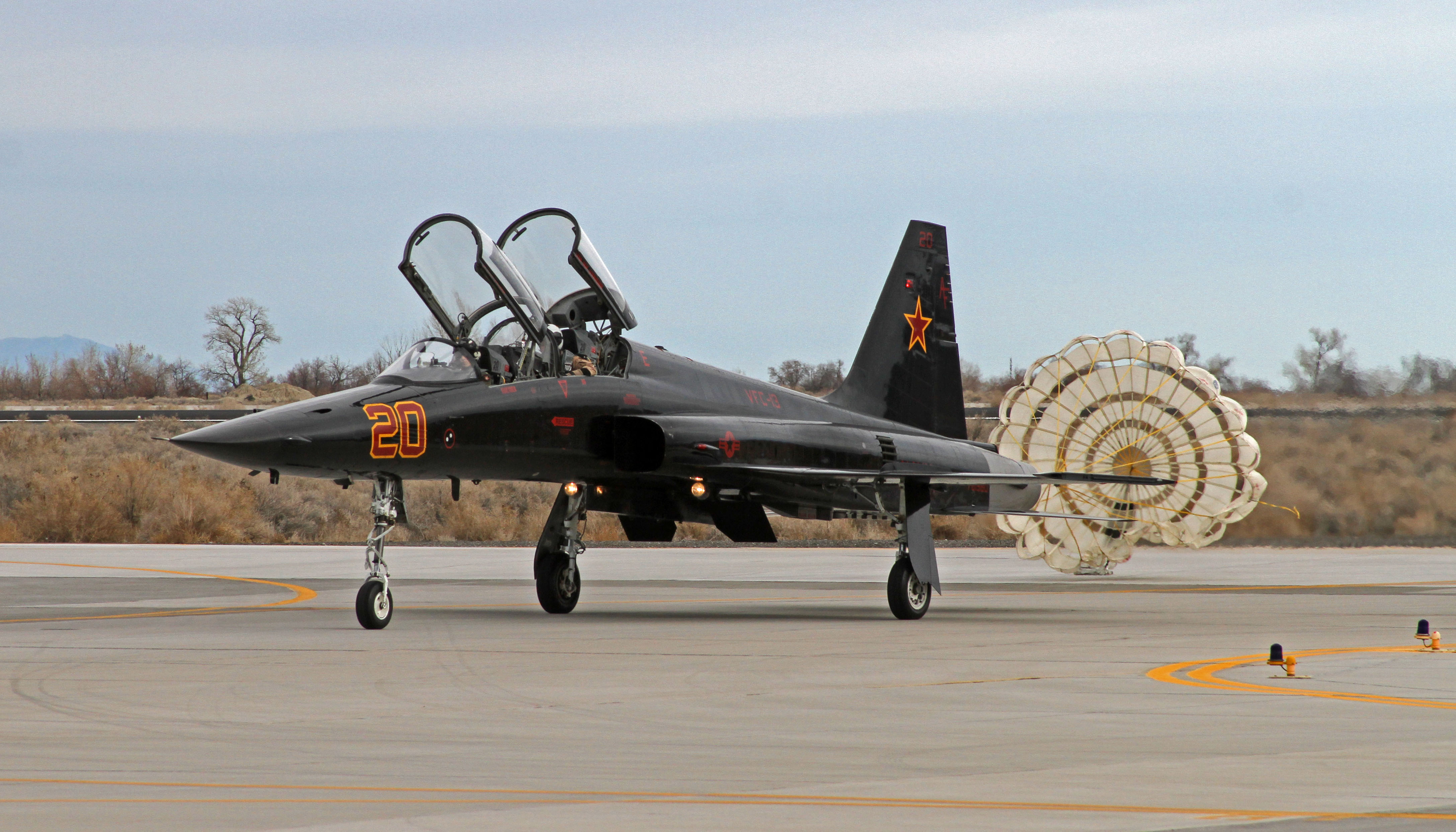
MiG-28役で登場した第13混成飛行隊所属のF-5F （※撮影に用いられた機体とは異なる） 2015年の撮影

映画の初期稿を元にしたノベライズ版では登場するミグ戦闘機は「MiG-21」となっており、登場する“ミグ戦闘機”は製作開始当初は特に架空の機体とはされていなかったことが窺える。

## 設定など
この"MiG-28"については性能などに関する詳しい説明は劇中に登場しないが、劇中では格闘空戦においてF-14を翻弄していることから、高い機動性能を持つ設定になっていることが伺われる。また、ケリー・マクギリス演じる技術教官、シャーリーは「MiG-28はマイナスG機動ができない」（背面飛行や背面旋回が不可能）と資料を元に語っているが、劇中では側宙背面降下を始めとした高度な機動を実証しており、アメリカ軍はMiG-28について詳細な情報を持っておらず、実際に目撃された例が僅少であるという設定になっていることがわかる。
搭載されている武装は翼端に装着された空対空ミサイルと機銃で、ミサイルは撮影に使用された機体が装備できるAIM-9 サイドワインダーがそのまま登場しており、機銃の口径については特に説明はない。なお、撮影に使用されたF-5の機銃は機首に装備されているが、劇中では機銃の発射炎は翼の基部前縁から生じている。また、発砲シーンではM61 モーターガトリング砲のものとみられる銃口部のショットが挿入されており、これに従うなら設定上はガトリング式の機関砲を搭載していることになる。
なお、クライマックスの空戦シーンの前に航空母艦内で行われているブリーフィングのシーンでは、「ミグ戦闘機は射程100マイルのエグゾセミサイルを搭載できる(Those MIGs carry the Exocet antiship missile.They can fire them from 100 miles away.)」と説明されているが、“エグゾセ”とはフランス製の対艦ミサイルであり、通常、ミグ設計局を始めとしてソビエト製の航空機には搭載されていない。劇中に登場するMiG-28役のF-5E(N)/Fにも、エグゾセミサイルを模したダミーといったものは搭載されておらず、対艦ミサイルを発射するシーン等もない。

## その他
ドイツの模型メーカーであるヘルパ社から、 タイガーIIのバリエーションモデルの一つとして、1/200スケールの完成品モデルが「US Navy F5 Tiger VFC 13 "MiG-28"」の商品名で発売されていた。また、台湾のプラモデルメーカーであるAFVクラブからは、やはり同社の手がけたF-5Eのバリエーションとして、「MiG-28 & F-5E Tiger II US Navy Air Raider」の商品名で1/48スケールのプラモデルキットが発売された。